# Pitsoenda
Bitsjvinta (Georgisch: ოჩამჩირე) of ook wel Pitsoenda (Abchazisch: Пицунда; Russisch: Пицунда) is een badplaats aan de Zwarte Zee in het district Gagra van de Georgische autonome en feitelijk afgescheiden republiek Abchazië en was geliefd bij Sovjetleiders die er datsja's hadden. De plaats ligt ongeveer halverwege de steden Gagra en Goedaoeta. Bitsjvinta had in 2023 iets minder dan 4000 inwoners.

## Geschiedenis
De plaats werd gesticht door de Grieken in 500 v.Chr. als de handelskolonie Pitiunt. Archeologische opgravingen onthulden de overblijfselen van 4e-eeuwse kerken en een bad met bijzondere mozaïeken vloeren. De vroegere "Groot Pityus" haven is nu een klein meer binnen de plaats. In de 6e eeuw was de plaats de hoofdstad van het koninkrijk Egrisi. Johannes Chrysostomus werd hiernaartoe verbannen en stierf er vlak bij de kust in 407. Een aartsbisdom van Pitiunt werd hier ingesteld in 541. In de 8e eeuw kwam het onder het Abchazische rijk en in de 10e eeuw onder Georgië.
In de 13e eeuw, werd er door Genuezen een handelspost gevestigd en werd het Pezonda genoemd, die het volhield tot de 15e eeuw. In de 17e en 18e eeuw stond het onder het bestuur van het Ottomaanse Rijk en vanaf het begin van de 19e eeuw onder het bestuur van het Russische Rijk
Het belangrijkste historische monument van Pitsoenda is een grote kathedraal uit de 10e eeuw, gebouwd door koning Bagrat III van Georgië. Deze bevat overblijfselen van wandschilderingen uit de 13e en 16e eeuw. Het is een plaats waar veel Russische toeristen komen.

### Sovjet-datsja
In Pitsoenda staat een datsja met bijbehorend landgoed ter grootte van 1,8 km² dat toebehoorde aan de Sovjet-leider Nikita Chroesjtsjov. Ook Leonid Brezjnev en Vladimir Poetin verbleven er. In 2022 sloot Rusland een overeenkomst met de Abchazische separatistische autoriteiten voor de lease van het landgoed en het datsja voor de duur van 49 jaar. Dit leidde tot Abchazische oppositie tegen dit voornemen. Op 27 december 2023 werd de overeenkomst door het Abchazische parlement hiertoe geratificeerd.

## Demografie

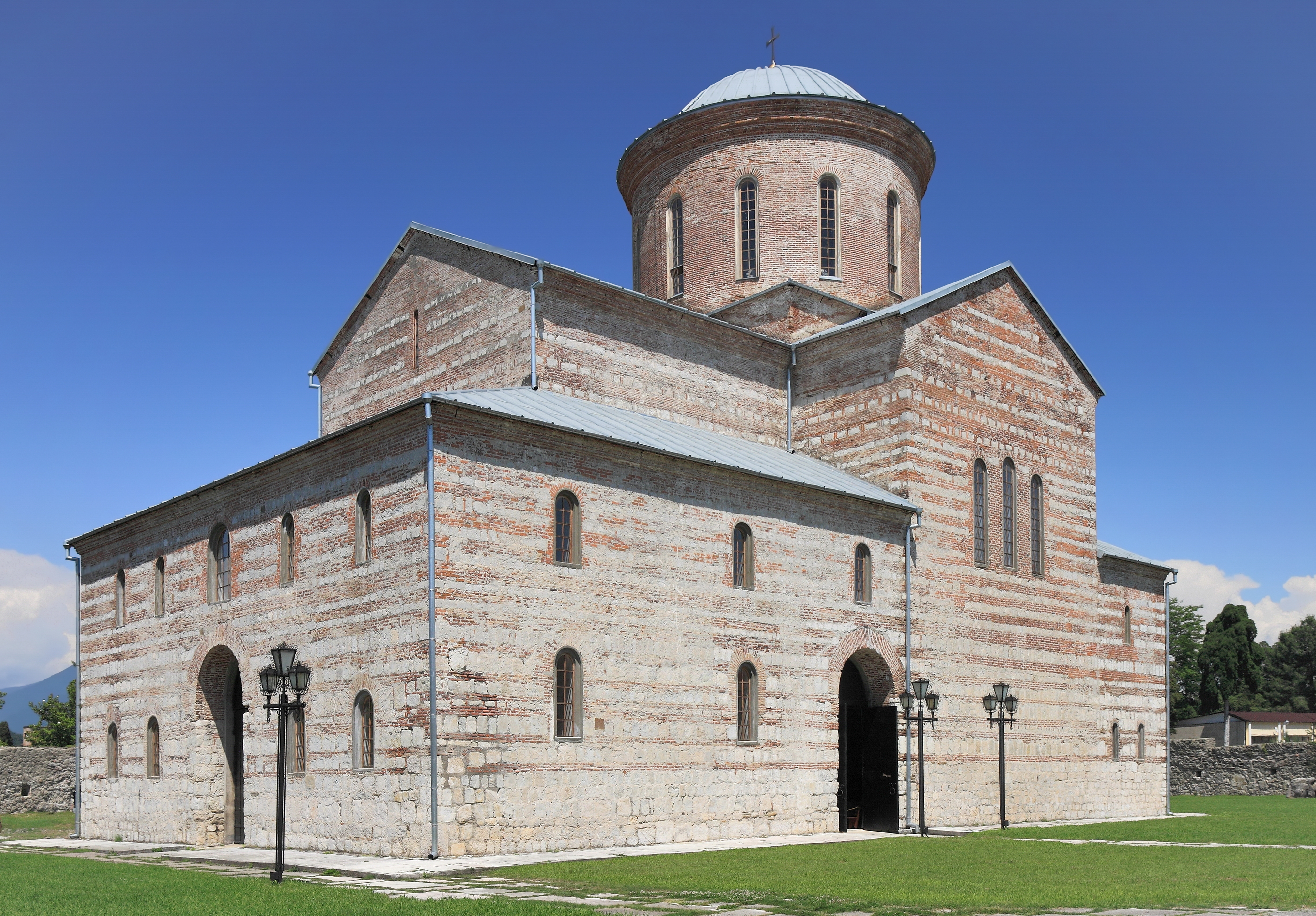
de Pitsoenda-kathedraal is de belangrijkste bezienswaardigheid.

Op 1 januari 2023 telde Pitsoenda 3.970 inwoners, een daling van ongeveer 5% ten opzichte van de volkstelling van 2011. Pitsoenda werd volgens de volkstelling van 2011 in meerderheid door Abchaziërs bewoond (72,7%), gevolgd door Russen (27,3%), Armeniërs (4,3%) en Georgiërs (3,2%). 
In de jaren 1990 verloor Pitsoenda ongeveer twee derde van de bevolking. Georgiërs werden verjaagd tijdens het Georgisch-Abchazisch conflict en Russen trokken weg door de economische malaise door het uiteenvallen van de Sovjet-Unie. In de Sovjet-periode had Pitsoenda een absolute Russische meerderheid.
| Aantal | 7.698 | 10.339 | 11.030 | 3.842 | 4.198 | 3.970 |  |  |  |  |  |  |  |  |
| |       |        |        |       |       |       |  |  |  |  |  |  |  |  |
| Abchaziërs | 5,9%  | 14,4%  | -      | -     | 72,7% | -     |  |  |  |  |  |  |  |  |
| Armeniërs | 3,5%  | 5,0%   | -      | -     | 4,3%  | -     |  |  |  |  |  |  |  |  |
| Georgiërs | 16,0% | 21,1%  | -      | -     | 3,2%  | -     |  |  |  |  |  |  |  |  |
| Russen | 56,6% | 47,5%  | -      | -     | 27,3% | -     |  |  |  |  |  |  |  |  |
| Verantwoording data: 1926-2011. Volkstellingen 2003 en 2011, jaaropgave 1 januari 2023. Noot: De Abchazische cijfers vanaf 1994 worden niet erkend door Georgië. |       |        |        |       |       |       |  |  |  |  |  |  |  |  |

## Vervoer
Pitsoenda is door middel van de Georgische nationale route Sh49 verbonden met Gagra en de Georgische S1 / E97, de belangrijkste hoofdroute in Abchazië.